# Wgłębka wodna

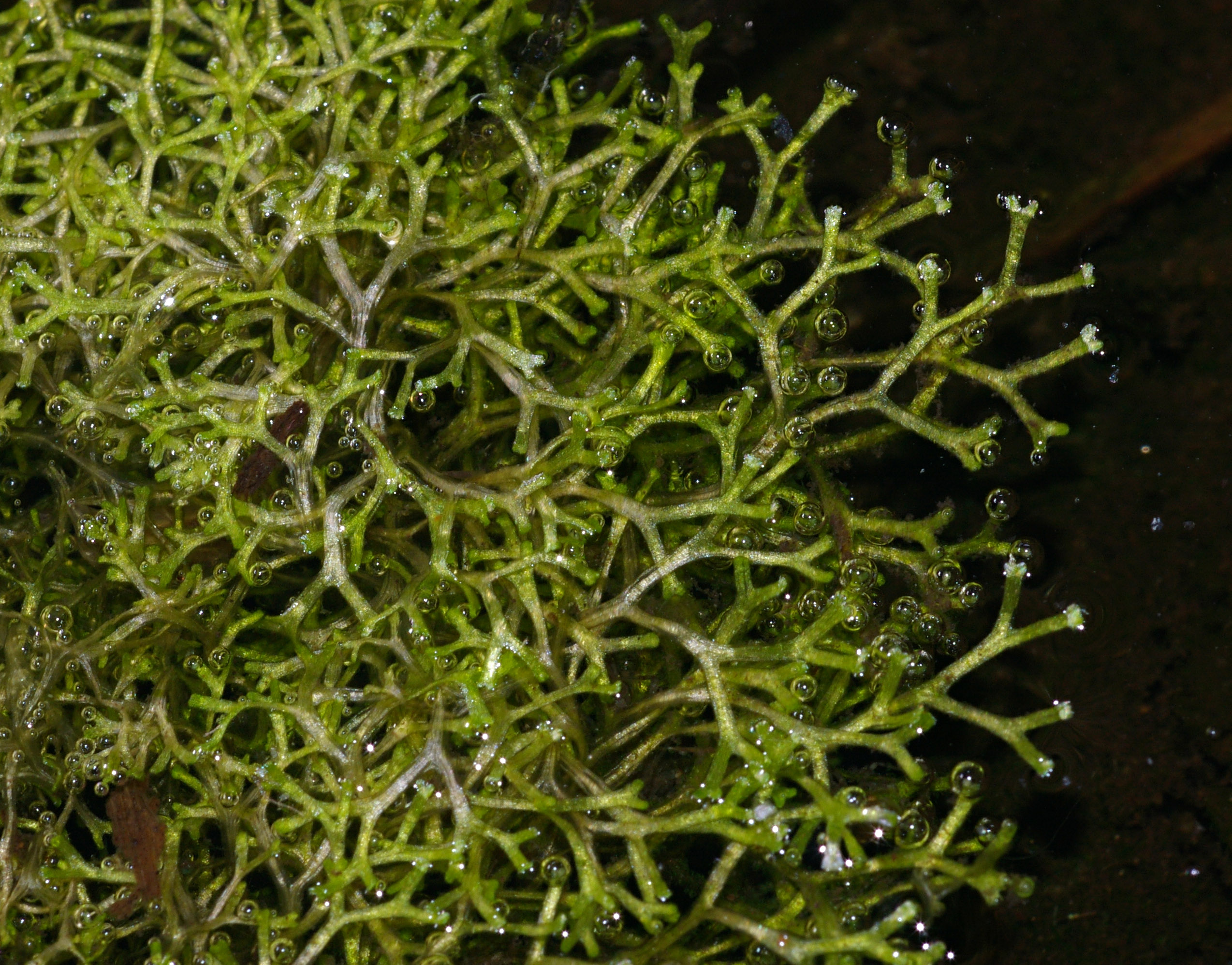
Pokrój (widok z góry)

Wgłębka wodna, wgłębka pływająca, mech wodny (Riccia fluitans L.) – gatunek wątrobowca z rodzaju wgłębka. Występuje w wodach półkuli północnej w strefie klimatu ciepłego oraz umiarkowanego.

## Morfologia
Plecha pływająca tuż pod powierzchnią wody.

## Zastosowanie w akwarystyce
Roślina zalecana jest do akwariów z narybkiem, gdzie stanowi jego schronienie.
WymaganiaRozwija się w temperaturze w przedziale 15-25 °C. Minimalne oświetlenie jakie wymaga ten gatunek wynosi 2500 luksów.
RozmnażanieRoślina bardzo plenna, rozmnaża się w wyniku wegetatywnego podziału plechy. Może zarosnąć całe akwarium, o ile nie ma w nim większych ryb roślinożernych.